# Deutsch-Französisches Institut (Erlangen)
Das deutsch-französische Institut (dFi) ist ein Bildungs- und Kulturinstitut in Erlangen, mit dem Zweck, die freundschaftlichen Beziehungen zwischen Frankreich und Deutschland in Erlangen, der Metropolregion und Nordbayern zu fördern. Es wurde am 1. November 2001 gegründet und hat seinen Sitz im Egloffsteinschen Palais, in der Südlichen Stadtmauerstraße. Es bietet kulturelle Veranstaltungen und Sprachkurse für die französische sowie für die deutsche Sprache.
Träger ist der Trägerverein Deutsch-Französisches Institut Erlangen e.V.
Es ist nicht zu verwechseln mit dem Deutsch-Französischen Institut mit Sitz in Ludwigsburg.